# Xiao (Flöte)

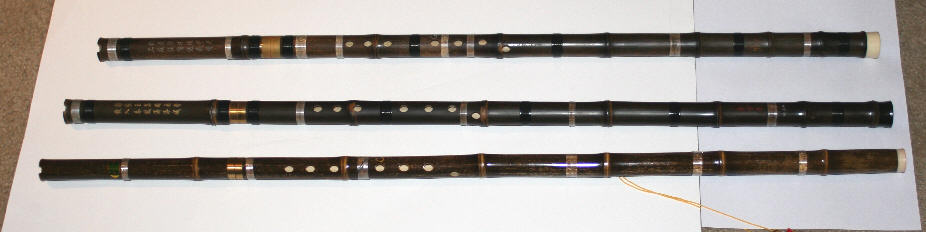
Xiao

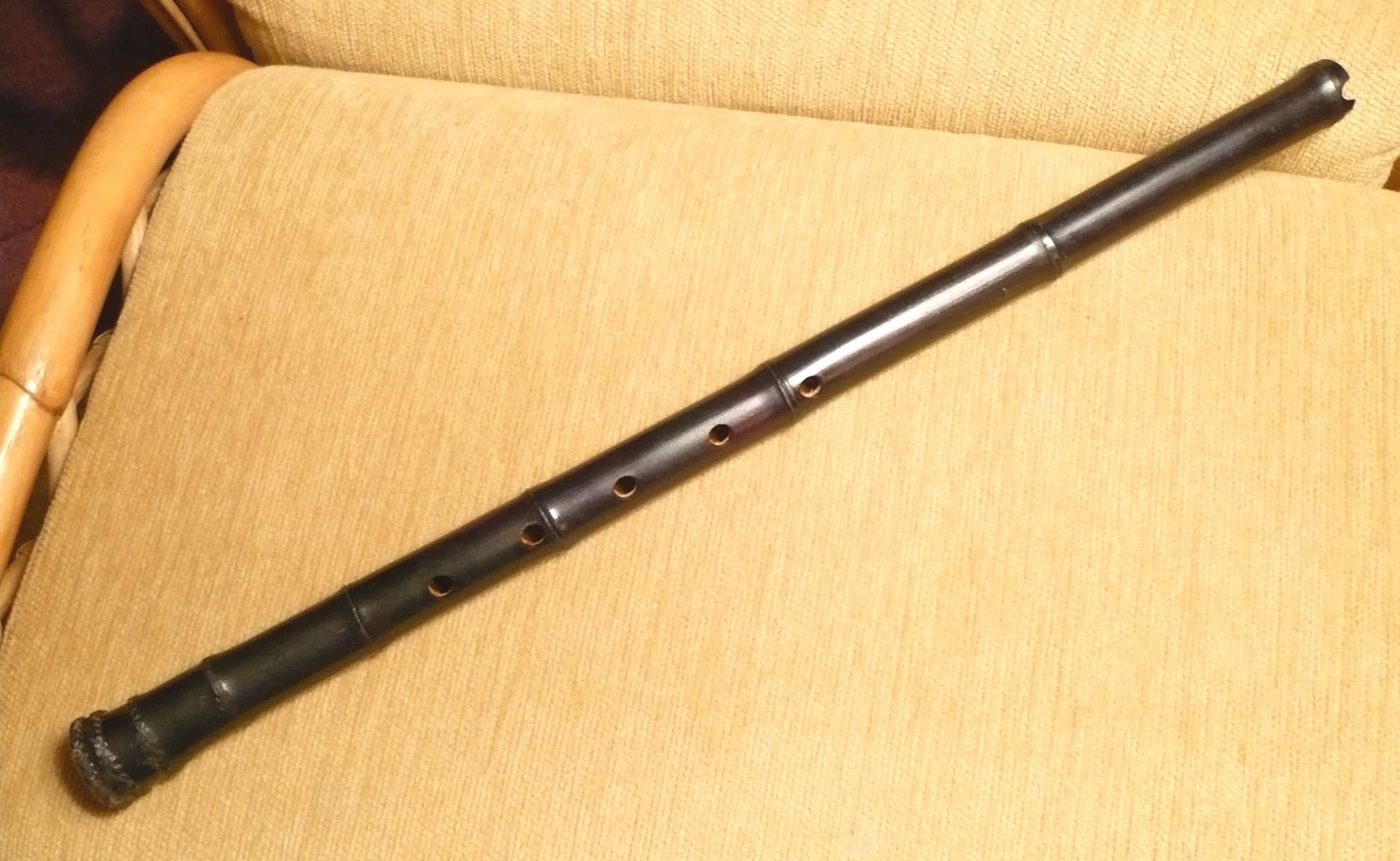
Xiao

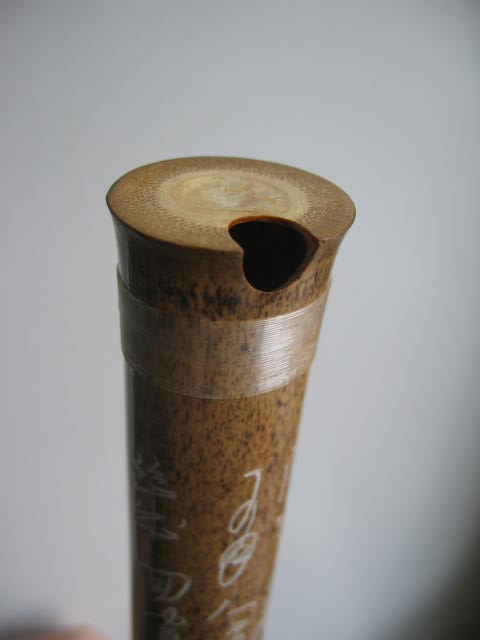
Anblaskerbe

Xiao (chinesisch 簫 / 箫, Pinyin xiāo), auch dongxiao (洞簫 / 洞箫,  dòngxiāo), ist eine in der chinesischen Musik gespielte Längsflöte aus Bambus mit üblicherweise fünf Fingerlöchern, einem Daumenloch und zwei oder mehr Lüftungslöchern am unteren Ende. 
So wie die japanische shakuhachi wird auch die xiao über eine Kerbe am oberen Ende des Rohres angeblasen, damit gehört sie zu den randgeblasenen, oder auch kernspaltlosen Flöten. Durch die etwas veränderte Form der Anblaskerbe lässt sich ihr Ton etwas stabiler halten als bei der japanischen Variante. Ihr Klang ist sehr weich, tief und zurückhaltend. 

## Herkunft und Verbreitung
Im 8. Jahrhundert kam der während der Tang-Dynastie chiba (尺八, wörtlich „Ein-Fuß-und-Acht-Zoll“) genannte Flötentyp mit dem Togaku-Ensemble nach Japan und wurde zur shakuhachi. Ursprünglich diente die xiao buddhistischen Mönchen als Meditationsinstrument.

## Bauform und Spielweise
Der Tonumfang beträgt zwei Oktaven. Die xiao wird entweder solo gespielt oder im Ensemble zusammen mit der bundlosen chinesischen Griffbrettzither guqin. Nach Größe und regionaler Verbreitung werden vier Varianten unterschieden. Die in den 1930er Jahren entwickelte yaxiao unterscheidet sich von den anderen Varianten durch sieben Fingerlöcher, mit denen sich zwei zusätzliche, chromatische Zwischentöne produzieren lassen, welche das Zusammenspiel mit der guqin verbessern. 
Eine quer geblasene, chinesische Bambusflöte ist die dizi.